# الدوري السعودي الممتاز لكرة قدم الصالات
الدوري السعودي الممتاز لكرة قدم الصالات هو أحد المسابقات الرياضية التي يشرف عليها الاتحاد السعودي لكرة القدم، أنطلقت البطولة لأول مرة في الموسم الرياضي 2019-2020 بمشاركة 12 نادي، مقسمين على مجموعتين، ويلعب صاحب الترتيب الأول والثاني من كل مجموعة بالإضافة إلى أفضل ثالث من المجموعتين أدوار نهائية، حقق نادي الاتفاق أول بطولة رسمية لهذه المسابقة.

## سجل البطولة
| النادي        | مواسم البطولة |
| نادي الاتفاق  | 2019-2020     |
| نادي القادسية | 2020-2021     |
| نادي الاتفاق  | 2021-2022     |
| نادي الرياض   | 2022-2023     |
| نادي الاتفاق  | 2023-2024     |
| لم يحدد بعد   | 2024-2025     |
| ------------- | ------------- |